# Liste der Kulturgüter in Thalwil
Die Liste der Kulturgüter in Thalwil enthält alle Objekte in der Gemeinde Thalwil im Kanton Zürich, die gemäss der Haager Konvention zum Schutz von Kulturgut bei bewaffneten Konflikten, dem Bundesgesetz vom 20. Juni 2014 über den Schutz der Kulturgüter bei bewaffneten Konflikten sowie der Verordnung vom 29. Oktober 2014 über den Schutz der Kulturgüter bei bewaffneten Konflikten unter Schutz stehen.
Objekte der Kategorien A und B sind vollständig in der Liste enthalten, Objekte der Kategorie C fehlen zurzeit (Stand: 1. Januar 2023). Unter übrige Baudenkmäler sind weitere geschützte Objekte zu finden, die im Verzeichnis der Objekte von überkommunaler Bedeutung der kantonalen Denkmalpflege zu finden und nicht bereits in der Liste der Kulturgüter enthalten sind.

## Kulturgüter
| Foto |                                                                                             | Objekt                                                           | Kat. | Typ | Standort                                           | Beschreibung |
| ---- | ------------------------------------------------------------------------------------------- | ---------------------------------------------------------------- | ---- | --- | -------------------------------------------------- | ------------ |
| ja   | Datei hochladen · Wikidata zu Wohnhaus am Gstad (Q29574242)                                 | Wohnhaus am Gstad KGS-Nr.: 07674                                 | A    | G   | Seestrasse 135 685327 / 239082                     |              |
| ja   | Datei hochladen · Wikidata zu Sogenanntes Jenny Schloss mit Nebengebäude (Q6179252)         | Sogenanntes Jenny-Schloss mit Nebengebäude KGS-Nr.: 09129        | A    | G   | Mühlebachstrasse 51a, 51b 685299 / 238529          |              |
| ja   | Datei hochladen · Wikidata zu Pfistergut, Weinbauernhaus mit Trotte und Scheune (Q29933136) | Pfistergut, Weinbauernhaus mit Trotte und Scheune KGS-Nr.: 07672 | B    | G   | Isisbüel, Alte Landstrasse 100–104 685305 / 238433 |              |
| ja   | Datei hochladen · Wikidata zu Reformierte Kirche Thalwil (Q2137094)                         | Reformierte Kirche KGS-Nr.: 07673                                | B    | G   | Alte Landstrasse 86a 685498 / 238312               |              |
| ja   | Datei hochladen · Wikidata zu Villa Diana mit Remise, Orangerie und Parkanlage (Q29933138)  | Villa Diana mit Remise, Orangerie und Parkanlage KGS-Nr.: 12539  | B    | G   | Im Park 2–6 685274 / 238995                        |              |

## Übrige Baudenkmäler
| ID               | Foto |                                                                                       | Objekt                                                           | Kat.    | Typ | Standort                                            | Beschreibung |
| ---------------- | ---- | ------------------------------------------------------------------------------------- | ---------------------------------------------------------------- | ------- | --- | --------------------------------------------------- | ------------ |
| 14100007         | ja   | Datei hochladen                                                                       | Seesitz Tischenloo mit Gartenanlage                              | B reg.  | G   | Seestrasse 2 686294 / 237454                        |              |
| 14100053         | ja   | Datei hochladen                                                                       | Ehemaliges Bauernwohnhaus mit Laden                              | C       | G   | Mettlistrasse 10 685794 / 237112                    |              |
| 14100145         | ja   | Datei hochladen                                                                       | Villa Weidmann mit Gartenanlage, Zehntenhof                      | B reg.  | G   | Seestrasse 83 685774 / 238372                       |              |
| 14100308         | ja   | Datei hochladen                                                                       | Ehemalige Mühle, Säge- und Mühlengebäude                         | C       | G   | Mühlebachstrasse 43 bei 685268 / 238571             |              |
| 14100311         | ja   | Datei hochladen                                                                       | Jennyschloss, ehemalige Remise / Kindergarten                    | B kant. | G   | Mühlebachstrasse 51 B 685287 / 238498               |              |
| 14100327         | ja   | Datei hochladen                                                                       | Ehemaliger Gasthof Adler, Tanzsaal mit Stallungen                | C       | G   | Alte Landstrasse 87 685432 / 238322                 |              |
| 14100330         | ja   | Datei hochladen                                                                       | Ehemaliger Gasthof Adler                                         | C       | G   | Alte Landstrasse 85/89 685446 / 238309              |              |
| 141SCHILD00330   | ja   | Datei hochladen                                                                       | Ehemaliger Gasthof Adler, Wirtshausschild                        | B kant. | K   | Alte Landstrasse 85/89 685458 / 238310              |              |
| 14100339         | ja   | Datei hochladen                                                                       | Plattenhäuser, Hausteile 1 und 2                                 | C       | G   | Alte Landstrasse 82–84 685480 / 238261              |              |
| 14100356         | ja   | Datei hochladen                                                                       | Reihenhaus, Hausteil 1                                           | C       | G   | Dorfstrasse 7 685455 / 238249                       |              |
| 14100357         | ja   | Datei hochladen                                                                       | Reihenhaus, Hausteile 2 und 3                                    | C       | G   | Dorfstrasse 9–11 685444 / 238247                    |              |
| 14100365         | ja   | Datei hochladen                                                                       | Höchhus, Wohnhaus                                                | C       | G   | Dorfstrasse 17 685408 / 238232                      |              |
| 14100369         | ja   | Datei hochladen                                                                       | Kindergarten und Marktcafé, ehemaliges Feuerwehrgebäude Platte   | B reg.  | G   | Dorfstrasse 12 685392 / 238270                      |              |
| 14100429         | ja   | Datei hochladen                                                                       | Reihenhaus, Hausteil 1                                           | C       | G   | Oberdorfstrasse 15 685306 / 238062                  |              |
| 14100463         | ja   | Datei hochladen                                                                       | Wohnhaus                                                         | C       | G   | Böhnistrasse 15 685296 / 238038                     |              |
| 14100493         | ja   | Datei hochladen                                                                       | Schützenhaus, Wohnhaus mit Anbau                                 | C       | G   | Dorfstrasse 65 685018 / 238026                      |              |
| 14100548         | ja   | Datei hochladen · Wikidata zu Pfistergut, Scheune (Q107742952)                        | Pfistergut, Scheune / Mehrzweckgebäude                           | B reg.  | G   | Alte Landstrasse 104 685271 / 238449                |              |
| 14100551         | ja   | Datei hochladen                                                                       | Gemeindehaus                                                     | B reg.  | G   | Mühlegasse 1 / Alte Landstrasse 112 685239 / 238547 |              |
| 14100595         | ja   | Datei hochladen                                                                       | Turnhalle Schwandel                                              | B reg.  | G   | bei Alte Landstrasse 124 685184 / 238638            |              |
| 14100596         | ja   | Datei hochladen                                                                       | Primarschulhaus Schwandel                                        | B reg.  | G   | Alte Landstrasse 124 685172 / 238673                |              |
| 14100634         | ja   | Datei hochladen                                                                       | Wohnhaus mit Arztpraxis                                          | C       | G   | Bahnhofstrasse 10/12 685281 / 238866                |              |
| 14100644         | ja   | Datei hochladen                                                                       | Villa Diana, Ökonomiegebäude                                     | B kant. | G   | Im Park 6 685240 / 239003                           |              |
| 14100645         | ja   | Datei hochladen                                                                       | Villa Diana, Orangerie                                           | B kant. | G   | Im Park 6 685245 / 238955                           |              |
| 14100662         | ja   | Datei hochladen                                                                       | Zum Rosengarten, Wohnhaus                                        | B reg.  | G   | Seestrasse 139 685273 / 239141                      |              |
| 14100663         | ja   | Datei hochladen                                                                       | Zum Rosengarten, Ökonomiegebäude 1, Waschhaus                    | B reg.  | G   | bei Seestrasse 139 685264 / 239134                  |              |
| 14100664         | ja   | Datei hochladen                                                                       | Zum Rosengarten, Ökonomiegebäude 2                               | B reg.  | G   | bei Seestrasse 139 685272 / 239122                  |              |
| 14100665         | ja   | Datei hochladen                                                                       | Zum Rosengarten, Badehaus                                        | B reg.  | G   | bei Seestrasse 139 685313 / 239147                  |              |
| 14100674         | ja   | Datei hochladen                                                                       | Bootshaus                                                        | B reg.  | G   | Seestrasse 154 685134 / 239332                      |              |
| 14100679         | ja   | Datei hochladen                                                                       | Wohnhaus                                                         | C       | G   | Seestrasse 155 685095 / 239331                      |              |
| 141ZUSA00679     | ja   | Datei hochladen                                                                       | Ökonomiegebäude, Wohnhaus                                        | C       | G   | Seestrasse 157 685082 / 239339                      |              |
| 14100730         | ja   | Datei hochladen                                                                       | Ehemalige Seidenweberei Schwarzenbach, Seidenfabrikationsgebäude | C       | G   | Seestrasse 185 684923 / 239586                      |              |
| 14100912         | ja   | Datei hochladen                                                                       | Reihenhaus, Hausteil 1                                           | C       | G   | Im Aegertli 8 684721 / 238946                       |              |
| 14100913         | ja   | Datei hochladen                                                                       | Reihenhaus, Hausteil 2                                           | C       | G   | Im Aegertli 10–12 684711 / 238942                   |              |
| 14100918         | ja   | Datei hochladen                                                                       | Ehemaliges Bauernwohnhaus, Hausteil 2                            | C       | G   | Im Aegertli 16 684702 / 238915                      |              |
| 14100942         | ja   | Datei hochladen                                                                       | Wohnhaus mit Scheune                                             | C       | G   | Säumerstrasse 44 684314 / 238598                    |              |
| 14100997         | ja   | Datei hochladen · Wikidata zu St. Felix und Regula (Q19309360)                        | Kirchliches Zentrum mit Kirche St. Felix und Regula              | B reg.  | G   | Seehaldenstrasse 7 684718 / 239101                  |              |
| 14101001         | ja   | Datei hochladen                                                                       | Ehemalige Villa Sonnegg, Gemeindeverwaltung                      | C       | G   | Alte Landstrasse 108 685223 / 238505                |              |
| 14101046         | ja   | Datei hochladen                                                                       | Primarschulhaus Ludretikon                                       | B reg.  | G   | Alte Landstrasse 148 684972 / 238968                |              |
| 14101099         | ja   | Datei hochladen                                                                       | Trafostation D 310 III Turm mit Anbau                            | B reg.  | G   | bei Feldstrasse 34 684821 / 238376                  |              |
| 14101135         | ja   | Datei hochladen                                                                       | Wohnhaus mit Kindergarten                                        | B reg.  | G   | Gotthardstrasse 37 685014 / 239001                  |              |
| 14101748         | ja   | Datei hochladen                                                                       | Turnhalle Platte                                                 | B reg.  | G   | Asylstrasse 22 685428 / 238182                      |              |
| 14101969         | ja   | Datei hochladen                                                                       | Turnhalle Feld                                                   | B reg.  | G   | Tödistrasse 75 685059 / 238447                      |              |
| 14101969         | ja   | Datei hochladen                                                                       | Sekundarschulhaus Feld                                           | B reg.  | G   | Tödistrasse 77 685026 / 238474                      |              |
| 14100333-ORGEL-2 | ja   | Datei hochladen                                                                       | Reformierte Kirche, Orgel Empore                                 | B kant. | K   | Alte Landstrasse 86a 685489 / 238306                |              |
| 141ZUSA00545     | ja   | Datei hochladen · Wikidata zu Pfistergut, ehemalige Trotte an der Strass (Q107745676) | Pfistergut, ehemalige Trotte an der Strass                       | B reg.  | G   | Alte Landstrasse 102 685295 / 238442                |              |

Legende: Im Wesentlichen siehe Legende der Liste der Kulturgüter von nationaler und regionaler Bedeutung, mit folgenden Ausnahmen:
- Anstelle der KGS-Nummer wird als Objekt-Identifikator (ID) die Inventarnummer im Verzeichnis der Objekte von überkommunaler Bedeutung des kantonalen Denkmalschutzamtes verwendet.
- Bei den Kategorien wird wie folgt unterschieden: B kant. = Objekt von kantonaler Bedeutung (Kanton Zürich); B reg. = Objekt von regionaler Bedeutung (Kanton Zürich).